# British Journal of Sociology of Education
El British Journal of Sociology of Education és una revista acadèmica revisada per parells en els camps de l'educació i la sociologia. Segons Journal Citation Reports, el 2016 la revista tenia un factor d'impacte de 1.324. La seva directora executiva és Kalwant Bhopal.
Es considera una de les revistes més respectades del sector. Publica articles tant de teoria de la sociologia de l'educació com de recerca empírica, així com diverses perspectives d'aquest camp del coneixement. Cada número inclou un assaig i/o ressenya.